# Manuel Zehnder
Manuel Zehnder (Aarau, 24 de octubre de 1999) es un jugador de balonmano suizo que juega de central en el SC Magdeburg. Es internacional con la selección de balonmano de Suiza.
Su primer gran campeonato con la selección fue el Campeonato Europeo de Balonmano Masculino de 2024.

## Clubes
| Club                   | País     | Año       |
| ---------------------- | -------- | --------- |
| HSC Suhr Aarau         | Suiza    | ?-2022    |
| HC Erlangen            | Alemania | 2022-2024 |
| ThSV Eisenach (cedido) | Alemania | 2023-2024 |
| SC Magdeburg           | Alemania | 2024-Act. |